# Schützeberg

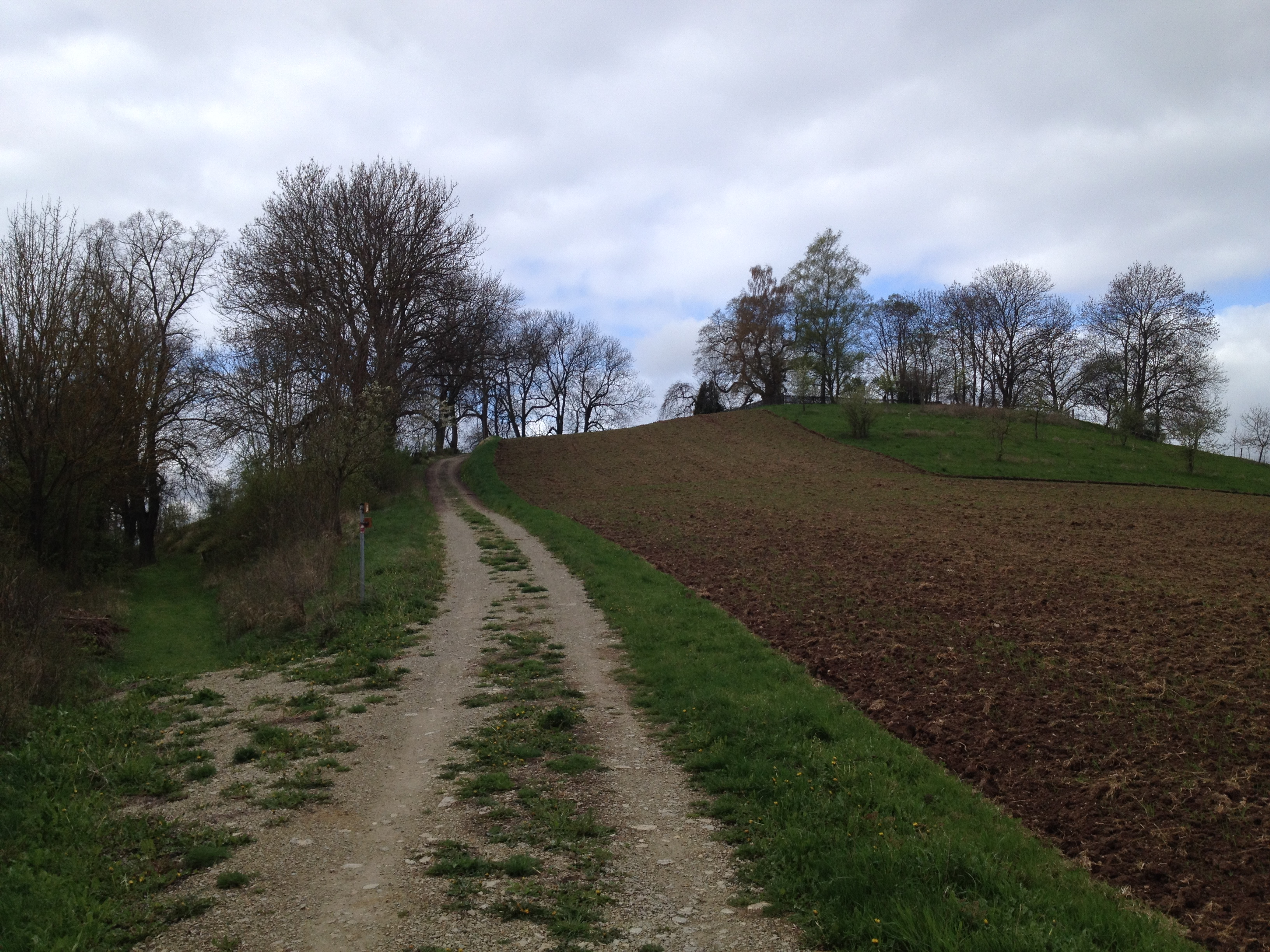
Blick südwestwärts entlang dem Zufahrtsweg zum Schützeberg

Der Schützeberg nahe Wolfhagen im nordhessischen Landkreis Kassel ist eine 277,2 m ü. NHN hohe Erhebung des zum Westhessischen Bergland gehörenden Wolfhager Hügellands.

## Geographie

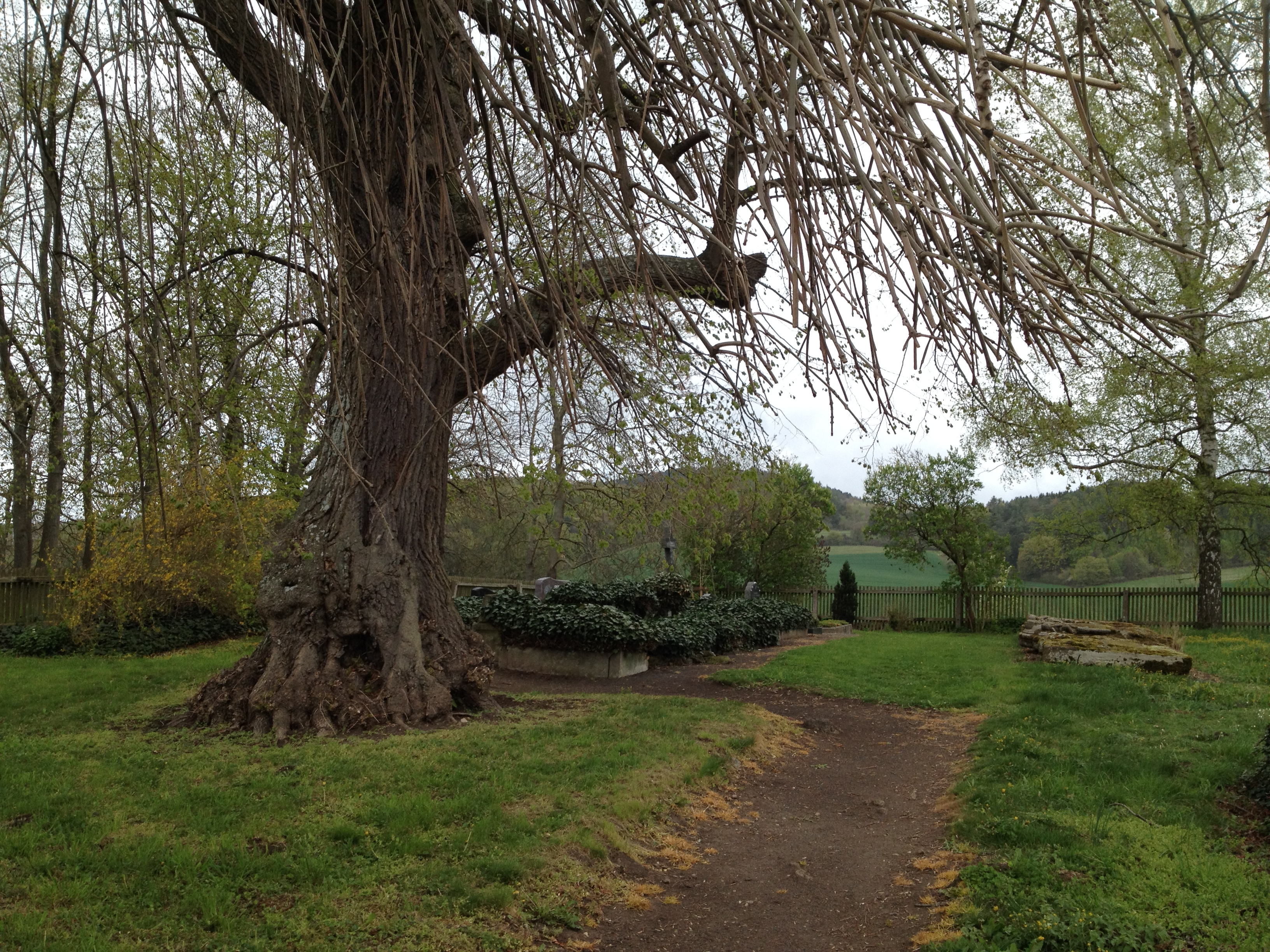
Friedhof auf dem Schützeberg

### Lage
Der Schützeberg befindet sich im Naturpark Habichtswald rund 2,5 km nordöstlich des Zentrums der Wolfhager Kernstadt und erhebt sich maximal etwa 45 m über das Tal des Twiste-Zuflusses Erpe, in die unmittelbar westlich des Bergs das aus Wolfhagen kommende Mühlenwasser mündet. 
Direkt an der Erpe befinden sich nahe dem von wenigen Bäumen bestandenen Schützeberg flussabwärts betrachtet der Schützeberger Hof, die Neuemühle und die Oleimühle. Etwa 1 km bachabwärts bzw. westnordwestlich steht im zu Wolfhagen gehörenden Elmarshausen das vom Berg sichtbare Wasserschloss Elmarshausen.

### Naturräumliche Zuordnung
Der Schützeberg gehört in der naturräumlichen Haupteinheitengruppe Westhessisches Bergland (Nr. 34), in der Haupteinheit Ostwaldecker Randsenken (341) und in der Untereinheit Wolfhager Hügelland (341.3) zum Naturraum Altenhasunger Graben (341.33), dessen Landschaft nach Westen in den Naturraum Ehringer Senke (341.30) abfällt.

## Geschichte
Auf dem Schützeberg wurde 724 von Bonifatius die Erzpriesterkirche St. Petri zu Schützeberg erbaut, und ihre Weihe fand 752 statt. Die Kirche diente zur Missionierung und Taufe der ortsansässigen Sachsen und Chatten. Sie war eine der neun Dekanatskirchen des Archidiakonats Fritzlar. Danach wurde St. Petri zur Wallfahrtskirche und nach 1235 zur Filialkirche der Stadtkirche St. Anna im 1223 gegründeten Wolfhagen. Sie verlor während der Reformationszeit an Bedeutung und wurde 1590 aufgegeben und danach abgebrochen. 
Heute liegt ein Friedhof auf dem Schützeberg. Seine ältesten Grabsteine gehören zu Mitgliedern der Familie Scheuermann – einstige wohlhabende Inhaber benachbarter Papiermühlen. Sie stammen aus der Zeit von 1630 und später. 2015 haben direkte Nachfahren der Familie die finanziellen Mittel für eine Restaurierung der Steine bereitgestellt.

## Verkehr und Wandern
Westlich und nördlich vorbei am Schützeberg führt zwischen Wolfhagen im Südwesten und Nothfelden im Nordosten die Landesstraße 3214, von der nordöstlich der Erhebung die L 3390 in Richtung Altenhasungen, nordwestlich die Kreisstraße 94 nach Elmarshausen und südwestlich die K 103 nach Philippinenthal abzweigt. Ostsüdöstlich des Schützebergs führt im Abschnitt Wolfhagen–Altenhasungen die Bahnstrecke Volkmarsen–Vellmar-Obervellmar zwischen dem Schützeberger Hof und der Neuemühle über die Erpetalbrücke. Die Erhebung ist auf an vorgenannten Straßen beginnenden Pfaden, wie dem Rundwanderweg Eco-Pfad Kulturgeschichte Wolfhagen (mit dortiger Station Kirche St. Peter), zu erreichen. Direkt jenseits der Erpetalbrücke und damit nahe der Erhebung verlaufen der Märchenlandweg und der Studentenpfad.